# Mamqan
Mamqan (farsi ممقان) è una città dello shahrestān di Azar Shahr nell'Azarbaijan orientale. 